# Funkcionális programozás
A funkcionális programozás (angolul: functional programming) egy programozási módszertan, vagyis egyike a programozási paradigmáknak. Nevezhetjük applikatív programozásnak is. A funkcionális programnyelvek a programozási feladatot egy függvény kiértékelésének tekintik. A két fő eleme az érték és a függvény, nevét is függvények kitüntetett szerepének köszönheti.
Egy más megfogalmazás szerint, a funkcionális programozás során a programozó inkább azt specifikálja programban, mit kell kiszámítani, nem azt, hogy hogyan, milyen lépésekben. Függvények hívásából és kiértékelésből áll a program. Nincsenek állapotok, mellékhatások (nem számít, mikor, csak az, melyik függvényt hívjuk).
A rekurzió a funkcionális programozás egyik fontos lehetősége, az ismétlések és ciklusok helyett rekurziót alkalmazhatjuk.

## Áttekintés
Alapjául a lambda-kalkulus (vagy λ-kalkulus) szolgál, a tisztán funkcionális nyelvek a matematikában megszokott függvényfogalmat valósítják meg. Az ilyen programozás során a megoldandó feladatnál az eredményhez vezető út nem is biztosan ismert, a program végrehajtásához csupán az eredmény pontos definíciója szükséges. Tisztán funkcionális programozás esetén tehát nincs állapot és nincs értékadás.
Egy egyszerű funkcionális program például az f f1 kifejezés, ahol az f egy függvényértéket eredményező kifejezés (röviden függvény), az f1 pedig egy tetszőleges kifejezés. Matematikailag ezt úgy is mondhatjuk, hogy az {\displaystyle f} függvényt alkalmazzuk az {\displaystyle f1} argumentumra.
Egy Haskell nyelven írt példa, a faktoriális függvény definíciója:
```
factorial
 
0
 
=
 
1

factorial
 
n
 
=
 
n
 
*
 
factorial
(
n
-
1
)

```

Ugyanez Erlang nyelven:
```
factorial
(
0
)
 
->
 
1
;

factorial
(
N
)
 
->
 
N
 
*
 
factorial
(
N
-
1
)

```

A faktoriális függvény egy lehetséges megadása Lisp nyelven:
```
(
defun
 
factorial
 
(
n
)

    
(
if
 
(
<=
 
n
 
1
)

      
1

      
(
*
 
n
 
(
factorial
 
(
-
 
n
 
1
)))))

```

Végül egy lambda-absztrakciós megoldás Standard ML (SML) nyelven:
```
val
 
rec
 
factorial
 
=
 
fn
 
0
 
=>
 
1
 
|
 
n
 
=>
 
n
 
*
 
factorial
(
n
 
-
1
)

```

## Történelem
Az egyik korai funkcionális nyelv a Lisp, melyet John McCarthy alkotott meg az 1950-es évek végén. A ma legelterjedtebb változatai az általános célú Common Lisp és Scheme nyelvek.
Az első típusos funkcionális nyelv az ML (Meta Language) egyik korai változata volt, amit Robin Milner készített az 1970-es évek közepén a Edinburgh-i Egyetemen, melyben megvalósította típuselméleti eredményeit. Ezt a nyelvet alapvetően logikai állítások és tételek bizonyítására tervezték.
A Hope és egyéb funkcionális nyelvek, köztük az ML és NPL által inspirálva dolgozták ki az SML, azaz Standard ML nyelvet az 1980-as évek közepétől. Több dialektusa is készült, mint például az OCaml.

## Funkcionális nyelvek
- APL
- Clojure
- Common Lisp
- Curl
- DAX
- Elm
- Erlang
- F#
- Haskell
- Hope
- Lisp
- ML
- OCaml
- SASL
- Scala
- Standard ML
- Wolfram Language